# Hugues de Payns
Pour les articles homonymes, voir Payen.
Hugues II de Payns (ou de Payens) est un chevalier champenois, fondateur et premier maître de l'ordre du Temple (né en 1074 et mort en 1136).
Dans le contexte de la croisade prêchée par le pape Urbain II en 1095, le chevalier Hugues de Payns organisa, en 1119, la milice des Pauvres Chevaliers du Christ au service des chanoines du Saint-Sépulcre à Jérusalem. En 1129, cette milice fut fondée en ordre monastique et militaire qui prit le nom d'ordre du Temple.

## Nom
Dans sa traduction française de l'Eraclès, Guillaume de Tyr le nomme ainsi : « Hues de Paiens delez Troies ». Le village de Payns dont il porte le nom se situe à 12 km au nord-ouest de Troyes, ancienne capitale de la province et résidence des comtes.
L'orthographe n'étant pas stabilisée, on peut relever une grande variabilité de graphies (plus de cinquante) du nom du domaine de Payns dans 65 manuscrits des XIIe et XIIIe siècles : « Peanz, Painz, Pahans, Pedaneis, Paienz, Paaent, Pedannus, Pedannis, Paencio, Peantio, Paanz, Painis, Pedano, Pedans, Pedaneis, Pedennagio, Paens, Paianis, Paieno… » Ces différences de graphies, si elles concernent également des membres de sa famille ou directement le domaine, se retrouvent dans des documents concernant Hugues lui-même. On note la récurrence de la racine « ped » dans un certain nombre de ces graphies. La base « Hugo de Paganis » émanant de chroniques et de copies de documents du XVIIIe siècle, la prudence est donc de mise concernant cet usage.
La prononciation actuelle qu'il convient d'employer est « pin ».
Il existe une hypothèse ardéchoise mentionnée, entre autres, par Michel des Chaliards, avec Hugues de Payens, né en 1070 au château de Mahun, en Vivarais. Cette hypothèse se retrouve dans la Revue du Vivarais, tome LXXXVI no 2 d'avril – juin 1982, qui cite en page 125, une référence à « Hugues des Payans, natif du Viuarez, d'vn chaſteau proche de Verines, Prieuré dependant de celuy de Macheuille », selon le Père Odo de Gissey, Discours historique de la très ancienne dévotion à Nostre Dame du Puy, 1644. La liaison est faite avec le château de Mahun, commune de St-Symphorien-de-Mahun. Mention est faite d'Aymon Ier, qui serait le grand-père de Hugues de Pagan. Différentes références à des armoiries sont ensuite données (article de F. Malartre). Ainsi : Anno millesimo centesimo trigesimo, Hugo de Paganis, vivariensi, primo militiæ Templi magistro…, de Polycarpe de la Rivière : Carpentras, Bibl. municip., ms 515, p. 679. Cependant cette hypothèse est largement envisagée comme un faux de Polycarpe, personnage qui est considéré et reconnu par beaucoup comme un fabulateur ou même un faussaire et dont les œuvres ont été controversées et bon nombre de ses dernières œuvres ont été interdites.

## Famille
Hugues II de Payns, fondateur principal de l'ordre du Temple, est un des deux fils issus du second mariage de son père, Hugues de Payns premier du nom. Son père se maria avec l'héritière du domaine de Montigny dont il devint le seigneur. Il était également le père de Gautier, qui devient seigneur du même lieu vers 1100. La mort de cette héritière, probablement avant 1070, a poussé le seigneur de Montigny à reprendre une épouse, de laquelle il eut deux fils : Acheus de Payns et Hugues II.
La famille de Payns/Montigny, d'après les chartes de l'abbaye de Molesmes, avait des liens de parenté avec les Touillon et les Montbard (famille de saint Bernard de Clairvaux).
Peu après que le comte de Champagne eut confié le domaine de Payns, domaine de ses ancêtres, à Hugues II, celui-ci se maria, en 1108 à Élisabeth de Chappes. Cette union dura peu de temps, car Hugues II partit en 1113 ou 1114 pour la Terre sainte, à la suite de la mort de sa femme. Néanmoins, quatre enfants virent le jour.
- Gibuin, qui devient vicomte de Payns (avant 1140) et de Chappes (par sa mère), meurt sans descendance avant 1150.
- Thibaud devient ecclésiastique et est élu abbé de l'abbaye Sainte-Colombe de Saint-Denis-lès-Sens en 1139. Il participe au concile de Sens de 1140 en compagnie de saint Bernard, concile qui condamne Pierre Abélard pour ses thèses peu orthodoxes. Il entreprend la construction d'une nouvelle église abbatiale en 1142, mais part en 1146 en Orient, où il trouve la mort au cours de la deuxième croisade.
- Isabelle (parfois appelée également Élisabeth) se marie à Gui Bordel, qui meurt à la deuxième croisade, comme son frère Thibaud de Payns. Cependant, l'un de leurs enfants, Gui Bordel II, devient templier et puis commandeur de la commanderie de Bure-les-Templiers.
- Herbert a une descendance dont la trace ne se perd qu'au début du XVIe siècle.

Toutefois, sa lignée conserve jusqu'à la guerre de Cent Ans le château de Payns, près de la commanderie du même nom. Après cela, toute trace d'elle se perd.
| Inconnue, héritière de Montigny | Inconnue, héritière de Montigny | Inconnue, héritière de Montigny | Inconnue, héritière de Montigny | Inconnue, héritière de Montigny | Inconnue, héritière de Montigny |                               |                               | Hugues Ier de Payns († v. 1100) | Hugues Ier de Payns († v. 1100) | Hugues Ier de Payns († v. 1100) | Hugues Ier de Payns († v. 1100) | Hugues Ier de Payns († v. 1100) | Hugues Ier de Payns († v. 1100) |        |        |                                 |                                 |                                 |                                 |                                 |                                 |  |  |                             |                             |                             |                             | Remariage                   | Remariage                   | Remariage | Remariage | Remariage | Remariage |          |          |          |          |                                   |                                  |                                  |                                  |                                  |                                  |                               |                               |                               |                               |                               |                               |  |  |  |  |
| Inconnue, héritière de Montigny | Inconnue, héritière de Montigny | Inconnue, héritière de Montigny | Inconnue, héritière de Montigny | Inconnue, héritière de Montigny | Inconnue, héritière de Montigny |                               |                               | Hugues Ier de Payns († v. 1100) | Hugues Ier de Payns († v. 1100) | Hugues Ier de Payns († v. 1100) | Hugues Ier de Payns († v. 1100) | Hugues Ier de Payns († v. 1100) | Hugues Ier de Payns († v. 1100) |        |        |                                 |                                 |                                 |                                 |                                 |                                 |  |  |                             |                             |                             |                             | Remariage                   | Remariage                   | Remariage | Remariage | Remariage | Remariage |          |          |          |          |                                   |                                  |                                  |                                  |                                  |                                  |                               |                               |                               |                               |                               |                               |  |  |  |  |
|                                 |                                 |                                 |                                 |                                 |                                 |                               |                               |                                 |                                 |                                 |                                 |                                 |                                 |        |        |                                 |                                 |                                 |                                 |                                 |                                 |  |  |                             |                             |                             |                             |                             |                             |           |           |           |           |          |          |          |          |                                   |                                  |                                  |                                  |                                  |                                  |                               |                               |                               |                               |                               |                               |  |  |  |  |
|                                 |                                 |                                 |                                 |                                 |                                 |                               |                               |                                 |                                 |                                 |                                 |                                 |                                 |        |        |                                 |                                 |                                 |                                 |                                 |                                 |  |  |                             |                             |                             |                             |                             |                             |           |           |           |           |          |          |          |          |                                   |                                  |                                  |                                  |                                  |                                  |                               |                               |                               |                               |                               |                               |  |  |  |  |
|                                 |                                 |                                 |                                 | Gautier, seigneur de Montigny   | Gautier, seigneur de Montigny   | Gautier, seigneur de Montigny | Gautier, seigneur de Montigny | Gautier, seigneur de Montigny   | Gautier, seigneur de Montigny   |                                 |                                 | Acheus                          | Acheus                          | Acheus | Acheus | Acheus                          | Acheus                          |                                 |                                 |                                 |                                 |  |  | Hugues II de Payns († 1136) | Hugues II de Payns († 1136) | Hugues II de Payns († 1136) | Hugues II de Payns († 1136) | Hugues II de Payns († 1136) | Hugues II de Payns († 1136) |           |           |           |           |          |          |          |          | Élisabeth de Chappes († v. 1114)  | Élisabeth de Chappes († v. 1114) | Élisabeth de Chappes († v. 1114) | Élisabeth de Chappes († v. 1114) | Élisabeth de Chappes († v. 1114) | Élisabeth de Chappes († v. 1114) |                               |                               |                               |                               |                               |                               |  |  |  |  |
|                                 |                                 |                                 |                                 | Gautier, seigneur de Montigny   | Gautier, seigneur de Montigny   | Gautier, seigneur de Montigny | Gautier, seigneur de Montigny | Gautier, seigneur de Montigny   | Gautier, seigneur de Montigny   |                                 |                                 | Acheus                          | Acheus                          | Acheus | Acheus | Acheus                          | Acheus                          |                                 |                                 |                                 |                                 |  |  | Hugues II de Payns († 1136) | Hugues II de Payns († 1136) | Hugues II de Payns († 1136) | Hugues II de Payns († 1136) | Hugues II de Payns († 1136) | Hugues II de Payns († 1136) |           |           |           |           |          |          |          |          | Élisabeth de Chappes († v. 1114)  | Élisabeth de Chappes († v. 1114) | Élisabeth de Chappes († v. 1114) | Élisabeth de Chappes († v. 1114) | Élisabeth de Chappes († v. 1114) | Élisabeth de Chappes († v. 1114) |                               |                               |                               |                               |                               |                               |  |  |  |  |
|                                 |                                 |                                 |                                 |                                 |                                 |                               |                               |                                 |                                 |                                 |                                 |                                 |                                 |        |        |                                 |                                 |                                 |                                 |                                 |                                 |  |  |                             |                             |                             |                             |                             |                             |           |           |           |           |          |          |          |          |                                   |                                  |                                  |                                  |                                  |                                  |                               |                               |                               |                               |                               |                               |  |  |  |  |
|                                 |                                 |                                 |                                 |                                 |                                 |                               |                               |                                 |                                 |                                 |                                 |                                 |                                 |        |        |                                 |                                 |                                 |                                 |                                 |                                 |  |  |                             |                             |                             |                             |                             |                             |           |           |           |           |          |          |          |          |                                   |                                  |                                  |                                  |                                  |                                  |                               |                               |                               |                               |                               |                               |  |  |  |  |
|                                 |                                 |                                 |                                 |                                 |                                 |                               |                               | Gibuin, vicomte de Payns        | Gibuin, vicomte de Payns        | Gibuin, vicomte de Payns        | Gibuin, vicomte de Payns        | Gibuin, vicomte de Payns        | Gibuin, vicomte de Payns        |        |        | Thibaud, abbé de Sainte-Colombe | Thibaud, abbé de Sainte-Colombe | Thibaud, abbé de Sainte-Colombe | Thibaud, abbé de Sainte-Colombe | Thibaud, abbé de Sainte-Colombe | Thibaud, abbé de Sainte-Colombe |  |  | Herbert l'Ermite            | Herbert l'Ermite            | Herbert l'Ermite            | Herbert l'Ermite            | Herbert l'Ermite            | Herbert l'Ermite            |           |           | Isabelle  | Isabelle  | Isabelle | Isabelle | Isabelle | Isabelle |                                   |                                  |                                  |                                  |                                  |                                  | Gui Bordel, seigneur de Payns | Gui Bordel, seigneur de Payns | Gui Bordel, seigneur de Payns | Gui Bordel, seigneur de Payns | Gui Bordel, seigneur de Payns | Gui Bordel, seigneur de Payns |  |  |  |  |
|                                 |                                 |                                 |                                 |                                 |                                 |                               |                               | Gibuin, vicomte de Payns        | Gibuin, vicomte de Payns        | Gibuin, vicomte de Payns        | Gibuin, vicomte de Payns        | Gibuin, vicomte de Payns        | Gibuin, vicomte de Payns        |        |        | Thibaud, abbé de Sainte-Colombe | Thibaud, abbé de Sainte-Colombe | Thibaud, abbé de Sainte-Colombe | Thibaud, abbé de Sainte-Colombe | Thibaud, abbé de Sainte-Colombe | Thibaud, abbé de Sainte-Colombe |  |  | Herbert l'Ermite            | Herbert l'Ermite            | Herbert l'Ermite            | Herbert l'Ermite            | Herbert l'Ermite            | Herbert l'Ermite            |           |           | Isabelle  | Isabelle  | Isabelle | Isabelle | Isabelle | Isabelle |                                   |                                  |                                  |                                  |                                  |                                  | Gui Bordel, seigneur de Payns | Gui Bordel, seigneur de Payns | Gui Bordel, seigneur de Payns | Gui Bordel, seigneur de Payns | Gui Bordel, seigneur de Payns | Gui Bordel, seigneur de Payns |  |  |  |  |
|                                 |                                 |                                 |                                 |                                 |                                 |                               |                               |                                 |                                 |                                 |                                 |                                 |                                 |        |        |                                 |                                 |                                 |                                 |                                 |                                 |  |  |                             |                             |                             |                             |                             |                             |           |           |           |           |          |          |          |          |                                   |                                  |                                  |                                  |                                  |                                  |                               |                               |                               |                               |                               |                               |  |  |  |  |
|                                 |                                 |                                 |                                 |                                 |                                 |                               |                               |                                 |                                 |                                 |                                 |                                 |                                 |        |        |                                 |                                 |                                 |                                 |                                 |                                 |  |  |                             |                             |                             |                             |                             |                             |           |           |           |           |          |          |          |          | Gui Bordel II, commandeur de Bure |                                  |                                  |                                  |                                  |                                  |                               |                               |                               |                               |                               |                               |  |  |  |  |

## Vie

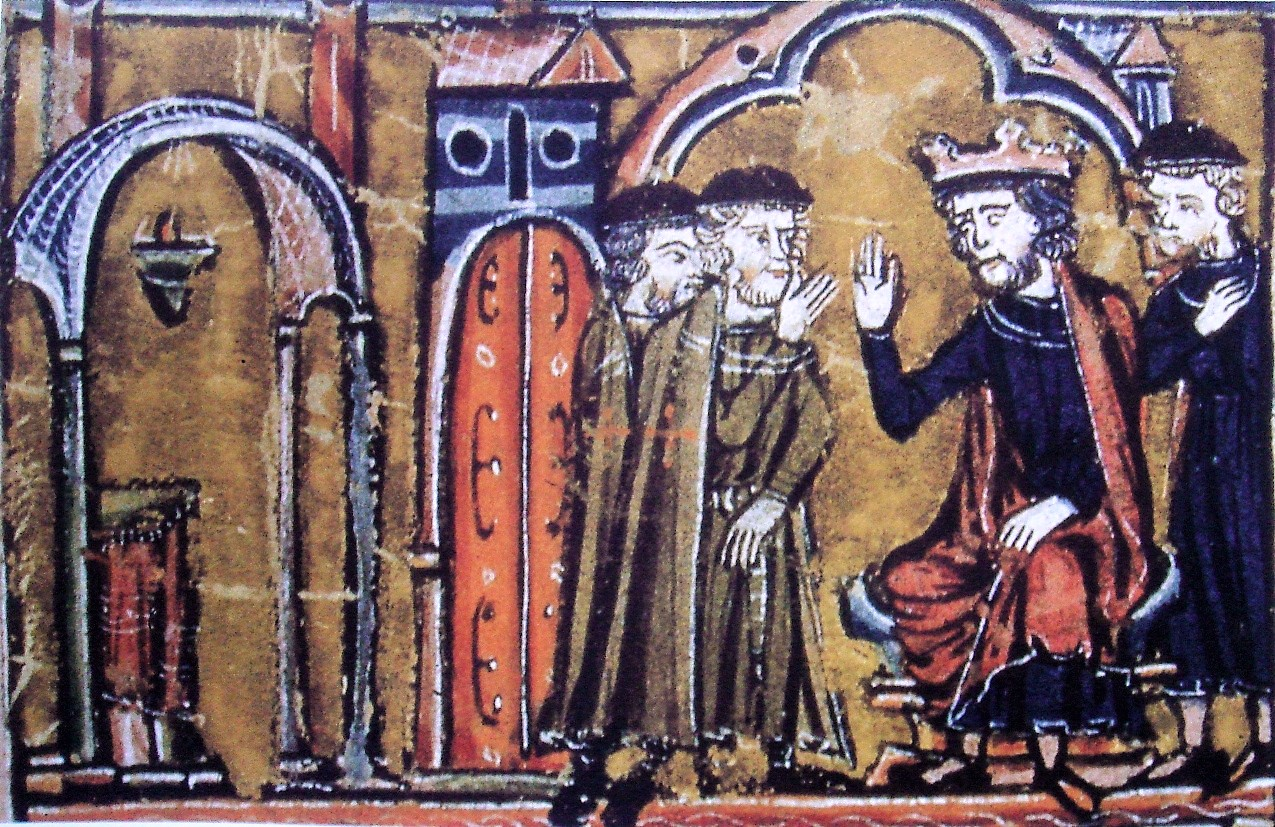
cédant une partie de son palais de Jérusalem à Hugues de Payns et Geoffroy de St-Omer.

### Période ayant précédé l'installation en Terre sainte
Hugues II de Payns vécut en Champagne pendant la première période de sa vie. La date exacte de sa naissance est inconnue, mais on peut la situer entre 1070 et 1080.
C'est en l'année 1100, et en qualité de témoin, qu'il appose sa signature sur deux chartes de Hugues de Troyes, comte de Champagne. Il est probable que Hugues de Payns, vassal d'Hugues de Troyes, était un seigneur de renom, proche de la famille comtale, puisque fils d'un des vassaux (le seigneur de Montigny) de celle-ci.
En 1095, le pape Urbain II, lors du concile de Clermont, déclenche le mouvement des croisades au Proche-Orient. C'est le départ massif de la première croisade qui s'acheva en 1099 par la prise de Jérusalem par les croisés. Hugues de Payns n'y participe pas, car il est encore à la cour du comte de Champagne.
C'est plus tard, en 1104, qu'il accompagne son suzerain Hugues de Champagne en Terre sainte, où il demeura pendant trois ans. De retour chez lui en 1107, Hugues de Payns se voit confier le domaine de Payns, celui de ses ancêtres, par son suzerain. Il épouse l'année suivante (1108) une jeune fille noble du Sud de la Champagne, Élisabeth de Chappes.
Ils auront quatre enfants nés entre 1108 et 1114. En 1113, Hugues de Payns signe une charte de donation du comte de Champagne. Le document porte l'inscription suivante : « Hugo, dominus (seigneur) de Peanz ».

### Installation en Terre sainte et création de lamilitia Christi
En 1114, il part à nouveau pour la Terre sainte avec Hugues de Champagne, mais cette fois-ci, il s'y installe définitivement. On peut considérer que sa femme mourut entre 1113 et 1114.
Hugues de Payns rejoint Godefroy de Saint-Omer, qui organisait ce qui allait devenir en 1119 la milice des Pauvres Chevaliers du Christ, un groupe de chevaliers qui œuvraient alors à la protection du tombeau du Christ, haut lieu de pèlerinage, à Jérusalem. Ce groupe de nobles laïcs vivait alors sous la protection et l'autorité des chanoines du Saint-Sépulcre. Leur objectif était de protéger les pèlerins venant d'Occident jusqu'à la Ville sainte. Ils étaient vraisemblablement hébergés à L'Hospital de l'ordre de Saint-Jean de Jérusalem.
C'est en 1120 que naît l'idée de créer une milice indépendante appelée militia Christi.[réf. nécessaire] À la suite de la bataille de l'Ager Sanguinis, Baudouin II, roi de Jérusalem, convoque le concile de Naplouse en janvier 1120. La formation de cette milice a conduit ses membres à prononcer des vœux religieux et à suivre les usages des chanoines réguliers. Cette militia Christi est à l'origine de l'ordre du Temple, fondé en 1129 au concile de Troyes.

### Reconnaissance et premiers développements de l'ordre du Temple

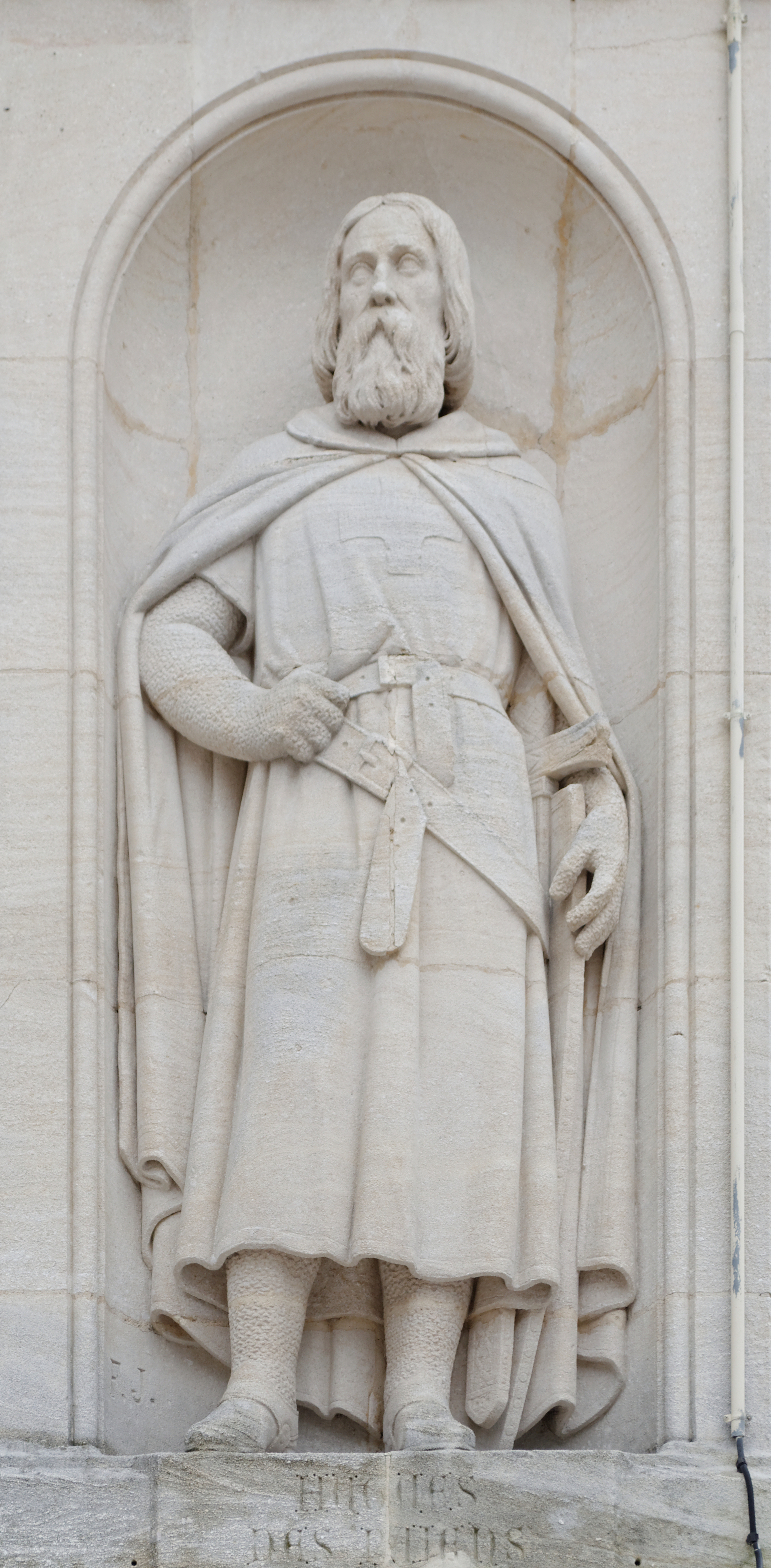
Statue d'Hugues de Payns, place Saint-Bernard, Dijon.

Un des moteurs de cette reconnaissance fut l'ancien suzerain d'Hugues de Payns, Hugues de Champagne. En 1125, il quitte à nouveau la Champagne, après avoir désigné Thibaud de Blois pour lui succéder, et s'engage dans la militia Christi. Deux ans plus tard, en 1127, Baudouin II et le patriarche de Jérusalem, Gromond de Picquigny, envoient Hugues et quelques-uns de ses frères en Occident. Pour Hugues, il est nécessaire de fonder une base solide en Occident. Cela passe par le recrutement d'hommes désireux de combattre en son sein ou à ses côtés, par l'établissement d'un réseau capable de soutenir l'effort militaire d'outre-mer. Mais par-dessus tout, il lui faut obtenir l'accord des autorités religieuses. Pour cela, il demande au pape Honorius II de convoquer un concile, afin de sanctionner la création de son organisation.
Hugues, accompagné de ses frères, chevauche alors à travers tout l'Occident en 1127, 1128 et une partie de 1129, afin de rassembler des soutiens, moraux et également logistiques. Les nombreuses donations faites à ce moment à l'ordre sont l'occasion de mettre en place un réseau de commanderies, chargées de fournir chevaux, guerriers et argent, toutes choses nécessaires à l'action en Terre sainte.
En 1127, lors de son passage en Champagne, le comte Thibaud II lui donne une maison à Barbonne, qui sera une des premières commanderies. Le cortège passe en Anjou, en Normandie, en Angleterre, en Flandre avant de revenir en Champagne. C'est à ce moment que prend place le concile de Troyes, en janvier 1129. Hugues y est présent, en compagnie de Payen de Montdidier, Archambaud de Saint-Amand, Geoffroy de Bossoit et trois autres frères, Gondemard, Raoul et Jean. D'autres dons sont versés à cette occasion au tout nouvel ordre.
À leur retour en Terre sainte fin 1129, les Templiers étaient bien plus nombreux, et disposaient d'une base correcte en Occident.
Hugues de Payns dirigea l'ordre du Temple pendant près de vingt ans, jusqu'à sa mort en Terre sainte en 1136. Les derniers actes l'évoquant datent de 1133/1134, et les chroniques le disent mort en 1136. Les circonstances de sa mort, curieusement, ne sont pas connues. Il était âgé d'environ 56 à 66 ans. Un obituaire de la commanderie de Reims indique que les Templiers célébraient sa mémoire le 24 mai, mais rien ne prouve qu'il s'agit de la date précise de sa mort.
Un chroniqueur du XVIe siècle situe sa sépulture dans l'église Saint-Jacques (it) de Ferrare,.
Il n'existe aucun portrait contemporain de lui.

## Hommes de son temps
Au cours de sa vie et comme fondateur de l'ordre du Temple, Hugues de Payns a côtoyé un certain nombre d'hommes remarquables qui l'ont soutenu et aidé dans son entreprise.
- Bernard de Clairvaux dit saint Bernard (1090 – 1153), théologien français, fondateur et abbé de Clairvaux (cistercien)
- Honorius II, pape de 1124 à 1130. Il est probable qu'il ait reçu Hugues de Payns à Rome en 1127.
- Louis VI dit le Gros, roi de France de 1108 à 1137
- Baudoin II du Bourg, comte d'Édesse, deuxième roi du royaume franc de Jérusalem de 1118 à 1131
- Foulque V, comte d'Anjou et de Touraine, troisième roi de Jérusalem de 1131 à 1143
- Hugues Ier de Champagne, comte de Champagne et de Brie, plus tard lui-même templier
- Thibaud II de Champagne, neveu du précédent et nommé par lui comte de Champagne
- Payen de Montdidier, premier maître de l'ordre en France
- Robert de Craon, deuxième maître de l'ordre du Temple de 1136 à janvier 1149
- Godefroy de Saint-Omer, cofondateur de l'ordre du Temple

## Musée
Un musée porte son nom à Payns.